# Alloplitis albiventris
Alloplitis albiventris är en stekelart som beskrevs av Long och Van Achterberg 2008. Alloplitis albiventris ingår i släktet Alloplitis och familjen bracksteklar. Inga underarter finns listade i Catalogue of Life.